# Maytenus catingarum
Maytenus catingarum är en benvedsväxtart som beskrevs av Reiss. Maytenus catingarum ingår i släktet Maytenus och familjen Celastraceae. Inga underarter finns listade.